# ヴィトーリア公爵
ヴィトーリア公爵（ヴィトーリアこうしゃく、ポルトガル語: Duque da Vitória）、または英語読みでヴィクトリア公爵（ヴィクトリアこうしゃく、英語: Duke of Victoria）は、ウェリントン公爵が有するポルトガル公爵位。

## 歴史
ヴィトーリア公爵の爵位はポルトガルの摂政王太子ジョアン（後にポルトガル王ジョアン6世）によって1812年12月18日に、初代ウェリントン侯爵アーサー・ウェルズリーを称えて創設された。アーサー・ウェルズリーは半島戦争において総司令官として軍を率い、フランス皇帝ナポレオン1世に勝利した。
アーサー・ウェルズリーは1811年10月18日にヴィメイロ伯爵に、1812年8月にトレス・ヴェドラス侯爵に叙されたが、ヴィトーリア公爵に叙されたことでいずれも従属爵位となった。彼は1814年に連合王国貴族のウェリントン公爵に叙され、ほかにはスペイン、オランダの公爵にも叙された。

## 一覧

### ヴィメイロ伯爵（1811年）
- 初代ヴィメイロ伯爵アーサー・ウェルズリー （1769年 - 1852年）

### トレス・ヴェドラス侯爵（1812年）
- 初代トレス・ヴェドラス侯爵アーサー・ウェルズリー （1769年 - 1852年）

### ヴィトーリア公爵（1812年）
- 初代ヴィトーリア公爵アーサー・ウェルズリー （1769年 - 1852年）
- 2代ヴィトーリア公爵アーサー・リチャード・ウェルズリー （1807年 - 1884年）
- 3代ヴィトーリア公爵ヘンリー・ウェルズリー （1846年 - 1900年）
- 4代ヴィトーリア公爵アーサー・リチャード・ウェルズリー （1849年 - 1934年）

### 公位請求者
1910年にポルトガル王国が消滅するとともに、ポルトガルの貴族の爵位も廃止された。
- 4代ヴィトーリア公爵アーサー・リチャード・ウェルズリー （1849年 - 1934年）
- 5代ヴィトーリア公爵アーサー・ヘンリー・ウェルズリー（英語版） （1876年 - 1941年）
- 6代ヴィトーリア公爵ヘンリー・ヴァレリアン・ジョージ・ウェルズリー （1912年 - 1943年）
- 7代ヴィトーリア公爵ジェラルド・ウェルズリー（英語版） （1885年 - 1972年）
- 8代ヴィトーリア公爵アーサー・ヴァレリアン・ウェルズリー （1915年 - 2014年）
- 9代ヴィトーリア公爵アーサー・チャールズ・ヴァレリアン・ウェルズリー （1945年 - ）

爵位の法定推定相続人は9代公の長男であるアーサー・ジェラルド・ウェルズリー（1978年 - ）で、その推定相続人はその長男であるアーサー・ダーシー・ウェルズリー（2010年 - ）。